# 平行四邊形恆等式

一個邊為藍色而對角線為紅色的平行四邊形，两条红线长度的平方之和等于四条蓝线的长度的平方之和。

在数学中，平行四边形恒等式是描述平行四邊形的几何特性的一个恒等式。它等價於三角形的中線定理。在一般的赋范内积空间（也就是定义了长度和角度的空间）中，也有类似的结果。这个等式的最简单的情形是在普通的平面上：一个平行四边形的兩條對角線长度的平方和，等於它四邊长度的平方和。假设这个平行四边形是写作{\displaystyle ABCD}的话，那么平行四边形恒等式就可以写成：
{\displaystyle (AB)^{2}+(BC)^{2}+(CD)^{2}+(DA)^{2}=(AC)^{2}+(BD)^{2}}
当平行四边形是矩形的时候，由矩形的几何特性可以知，这时两条对角线是一样长的。所以平行四边形恒等式变为：
{\displaystyle 2(AB)^{2}+2(BC)^{2}=2(AC)^{2}}
也就是直角三角形的勾股定理：
{\displaystyle (AB)^{2}+(BC)^{2}=(AC)^{2}}
也就是说，平面上的平行四边形恒等式可以看成是勾股定理的一种推广。

## 一般四边形的情况
对于一般的四边形，平行四边形恒等式不再成立，但可以得到的是一个相似的不等式：
{\displaystyle (AB)^{2}+(BC)^{2}+(CD)^{2}+(DA)^{2}\geq (AC)^{2}+(BD)^{2}}
用一般的语言来说，就是一般四边形的四条边长度的平方和总是大于或者等于两条对角线长度的平方和。一个更加精确的结果是：
{\displaystyle (AB)^{2}+(BC)^{2}+(CD)^{2}+(DA)^{2}=(AC)^{2}+(BD)^{2}+4x^{2}}
其中的{\displaystyle x}是两条对角线的中点连成的线段的长度。

### 複平面情形
在复平面上，可以将平行四边形恒等式写为复数的形式。
{\displaystyle 2\left(|z|^{2}+|w|^{2}\right)=|z+w|^{2}+|z-w|^{2}.}

## 使用勾股定理的證明

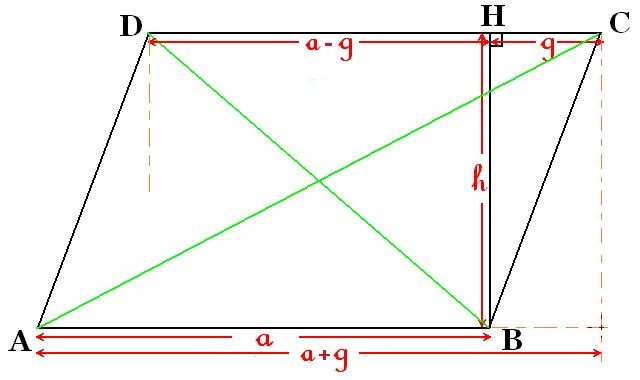
使用勾股定理证明平行四边形恒等式

如右图，在平行四邊形{\displaystyle ABCD}中，设边{\displaystyle AB}的長度为{\displaystyle a}，過点{\displaystyle B}作垂直于{\displaystyle AB}的直線交线段{\displaystyle CD}於{\displaystyle H}，设线段{\displaystyle BH}的長度（即{\displaystyle AB}對應的高）为{\displaystyle h}，线段{\displaystyle HC}的長度为{\displaystyle g}。那么
- {\displaystyle AB}边和{\displaystyle CD}边的长度的平方一样，都是：{\displaystyle AB^{2}=CD^{2}=a^{2}}
- {\displaystyle BC}边和{\displaystyle DA}边的长度的平方一样。根据勾股定理，可以算出：{\displaystyle BC^{2}=DA^{2}=g^{2}+h^{2}}
- 同样的，根据勾股定理，也可以算出对角线{\displaystyle AC}的长度的平方为：{\displaystyle AC^{2}=(a+g)^{2}+h^{2}}
- 而对角线{\displaystyle BD}的长度的平方则是：{\displaystyle BD^{2}=(a-g)^{2}+h^{2}}

于是平行四边形四邊长度的平方和等于：
{\displaystyle AB^{2}+CD^{2}+BC^{2}+DA^{2}=2(a^{2}+g^{2}+h^{2})}
而平行四边形的两条對角線长度的平方和则等于：
{\displaystyle AC^{2}+BD^{2}=(a+g)^{2}+h^{2}+(a-g)^{2}+h^{2}=2(a^{2}+g^{2}+h^{2})}
可以看到，两者是一样的。

## 赋范内积空间上的推广

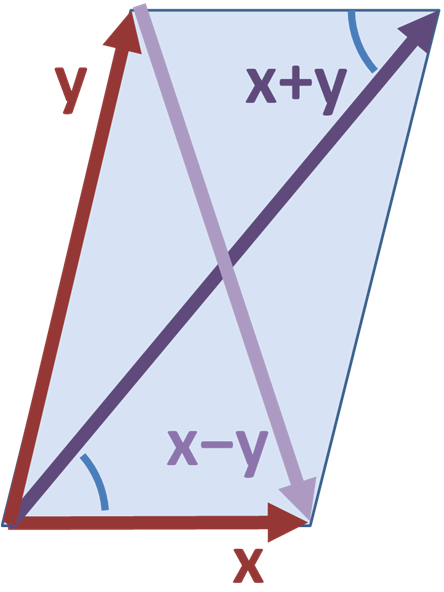
在一个赋范内积空间中，两个向量x和y（红色）的平方和的两倍等于它们的和（深紫色向量）与差（浅紫色向量）的平方和。

更一般的，在高维的欧几里得空间中（比如在三维空间中），可以想象平行四边形恒等式仍然是成立的，因为总可以找到平行四边形所在的平面，然后用平面上的方法证明。而在更广泛的定义了内积（初等几何中“角度”概念的推广，记作{\displaystyle \langle \cdot ,\cdot \rangle }）和相应的范数（初等几何中“长度”概念的推广，记作{\displaystyle \|x\|={\sqrt {\langle x,x\rangle }}}）的线性空间中，尽管已经没有直观几何意义上的平行四边形的概念，但仍然会有类似的恒等式：
{\displaystyle \|x+y\|^{2}+\|x-y\|^{2}=2(\|x\|^{2}+\|y\|^{2})}
也就是说，两个向量的和与差的“长度”（范数）的平方和等于它们自己的“长度”的平方和的两倍。
如果是没有定义内积，仅仅有范数的线性空间，则不一定有这样的结果。如果线性空间上定义的范数不是与某个内积相联系（{\displaystyle \|x\|={\sqrt {\langle x,x\rangle }}}）的话，那么上面的等式将不再成立。

### 使用内积和范数的證明
{\displaystyle \|x+y\|^{2}+\|x-y\|^{2}=\langle x+y,x+y\rangle +\langle x-y,x-y\rangle }
{\displaystyle =\langle x,x\rangle +2\langle x,y\rangle +\langle y,y\rangle \ +\ \langle x,x\rangle -2\langle x,y\rangle +\langle y,y\rangle }
{\displaystyle =2\langle x,x\rangle +2\langle y,y\rangle =2(\|x\|^{2}+\|y\|^{2})}